# India Pale Ale

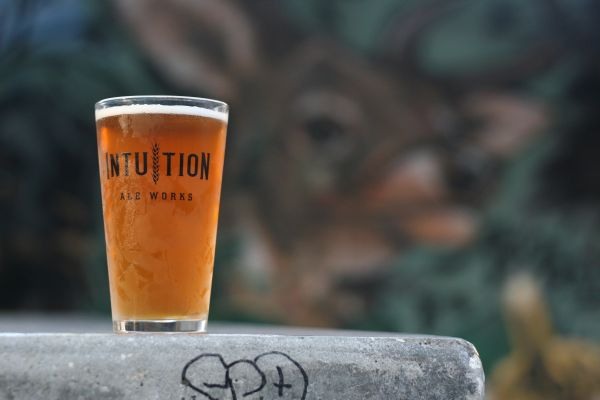
India Pale Ale

India Pale Ale (IPA) ist ein helles, obergäriges, stark hopfenbetontes Pale Ale. Das IPA ist ein klassischer Bierstil der US-amerikanischen Craft-Bier-Bewegung und seit den frühen 2000ern auch in Mitteleuropa im Rahmen der Craft-Beer-Entwicklung beliebt.

## Geschichte
Dieses Bier hat sich in der zweiten Hälfte des 18. Jahrhunderts in England aus dem sogenannten Oktoberbier (Pale-Ale-Variante) entwickelt. Die Brauerei Hodgson lieferte dieses wegen seines höheren Alkohol- und Hopfengehaltes sehr haltbare Bier unter anderem in die indischen Kronkolonien. Durch Indienheimkehrer wurde es im 19. Jahrhundert unter dem Namen India Pale Ale populär. Heute werden IPAs meist von Brauereien in England, Schottland, den USA und Deutschland gebraut.
India Pale Ales haben einen moderaten Alkoholgehalt (3 bis 9 Vol %) und eine Stammwürze von etwa 16 bis 20 °P. Farblich liegt das IPA bei 11 bis 30 EBC. Die stärkeren Varianten heißen Double, die schwächeren Session IPAs.
Die starke Hopfenbetonung und Obergärung des IPA sind nicht die einzigen Merkmale dieses Bierstils. Noch einprägsamer sind die stark hopfenbitteren (35 bis 75 IBU) und häufig auch fruchtigen Aromen. Viele Sorten haben Noten von Zitrusfrüchten, Maracuja oder Papaya. Es existieren aber auch IPAs, die einen IBU-Wert von über 100 aufweisen.
Ein klassisches India Pale Ale hat einen sehr kräftigen und intensiven Geschmack. Die fruchtige Note sollte stark hervortreten und bereits beim Aromatest deutlich wahrnehmbar sein. Um das Hopfenaroma weiter zu erhöhen, werden diese Biere oftmals hopfengestopft. Dies bedeutet, dass während der Bierreifung weiterer Hopfen zugegeben wird, wobei sich insbesondere die ansonsten leicht flüchtigen Hopfenöle im Bier anreichern. Das IPA gilt als Referenzbierstil der Craft-Beer-Bewegung.

## Varianten
Vom klassischen IPA abweichend gibt es zahlreiche Varianten dieses Bierstils, wie:
- American IPA
- Andalusian IPA
- Belgian IPA
- Black IPA
- Brown IPA
- Brut IPA
- East Coast IPA
- English IPA
- Imperial IPA – Double IPA
- International IPA
- Milkshake IPA
- New England IPA – NEIPA
- Red IPA
- Rye IPA
- Session IPA – India Session Ale
- Sour IPA
- Triple IPA
- White IPA
- West Coast IPA